# Bogdan Koprivnikar
Bogdan Koprivnikar, slovenski častnik, vojaški ataše in politik, * 17. maj 1948, † 25. oktober 2011.
Med slovensko osamosvojitveno vojno je bil član Republiške koordinacijske skupine.
Polkovnik Koprivnikar je bil med 9. aprilom 1998 in 19. junijem 2000 državni sekretar Republike Slovenije na Ministrstvu za obrambo Republike Slovenije. V svoji karieri je bil še Direktor Uprave za razvojna in učna vprašanja, vojaški ataše Republike Slovenije na Madžarskem in na Hrvaškem in ob upokojitvi leta 2005 je bil sekretar v Kabinetu ministra za obrambo RS.

## Odlikovanja
- red generala Maistra 3. stopnje z meči
- spominski znak ob deseti obletnici vojne za Slovenijo
- spominski znak Republiška koordinacija 1991
- Častni znak svobode Republike Slovenije